# Dommartin-le-Coq
Dommartin-le-Coq är en kommun i departementet Aube i regionen Grand Est (tidigare regionen Champagne-Ardenne) i nordöstra Frankrike. Kommunen ligger  i kantonen Ramerupt som ligger i arrondissementet Troyes. År 2022 hade Dommartin-le-Coq 53 invånare.

## Befolkningsutveckling
Antalet invånare i kommunen Dommartin-le-Coq
Referens: INSEE